# Ixtapa (Jalisco)
Ixtapa es una ciudad mexicana situada en el estado de Jalisco, dentro del municipio de Puerto Vallarta.

## Geografía
La ciudad de Ixtapa se localiza en el centro del municipio de Puerto Vallarta, a 11.5 de la cabecera municipal, Puerto Vallarta.
Se encuentra a una altura media de 26 m s. n. m. y abarca un área de 6.27 km².

## Demografía
De acuerdo con el censo realizado en 2020 por el Instituto Nacional de Estadística y Geografía (INEGI), en Ixtapa había un total de 39 083 habitantes, de los que 19 805 eran hombres y 19 278, mujeres.
En el censo de 2020 la ciudad registró un total de 14 034 viviendas, de las que 11 193 se encontraban habitadas; con un promedio de 3.44 ocupantes por vivienda y 1.07 ocupantes por habitación.
El grado promedio de escolaridad es de 10.34 años: 10.41 para la población femenina y 10.28 para la masculina.

### Evolución demográfica
Durante el período 2010-2020, la ciudad tuvo un crecimiento poblacional del 2.6 % anual.
| Gráfica de evolución demográfica de Ixtapa entre 1921 y 2020 |
|                                                              |
| Fuente: Instituto Nacional de Estadística y Geografía.       |